# Клітка для диваків 3: Весілля
«Клітка для диваків 3: Весілля» (фр. La Cage aux Folles 3: The Wedding) — фільм режисера Жоржа Лотнера, продовження фільмів «Клітка для диваків» (1978) та «Клітка для диваків 2» (1980).

## Сюжет
В центрі сюжету продовження розповіді про стосунки пари літніх гомосексуалів Ренато Альбальді (Уго Тоньяцці) та Альбена-Зази (Мішель Серро) започаткованої фільмами «Клітка для диваків» та «Клітка для диваків 2». Альбен отримує великий спадок, який отримає за умови, що упродовж року він одружиться і в них з дружиною народиться дитина. Ренато, людина прагматична і вольова, прокручує безліч підступних планів, щоб повести Альбена до вівтаря. Він навіть удає, що нібито в результаті нещасного випадку була відновлена його гетеросексуальність. Крім того він займається навіть звідництвом, знайшовши десь юну розкішну блондинку Сінді, яку спокусив і кинув вагітною її колишній коханець.

## В ролях
| Актор(ка)            |   | Роль                 |
| -------------------- | - | -------------------- |
| Уго Тоньяцці         | • | Ренато Абальді       |
| Мішель Серро         | • | Альбен (Заза Наполі) |
| Антонелла Інтерленьї | • | Сінді                |
| Саверіо Валлоне      | • | Мортімер             |
| Мішель Галабрю       | • | Шарьє                |
| Бенні Люк            | • | Жакоб                |
| Стефан Одран         | • | Мартімонія           |
| Джанлука Фавілла     | • | Дюлак                |
| Умберто Рахо         | • | Кеннеді              |

## Знімальна група
- Автори сценарію:
  - Мішель Одіар
  - Крістіна Карер
  - Марчелло Данон
  - Жерар Ламбаль
  - Жорж Лотнер
  - Філіп Ніко
- Режисер: Жорж Лотнер
- Композитор: Енніо Морріконе
- Оператор-постановник: Лучіано Товолі
- Художник: Маріо Гарбулья
- Продюсер: Марселло Данон